# Mike Farrell

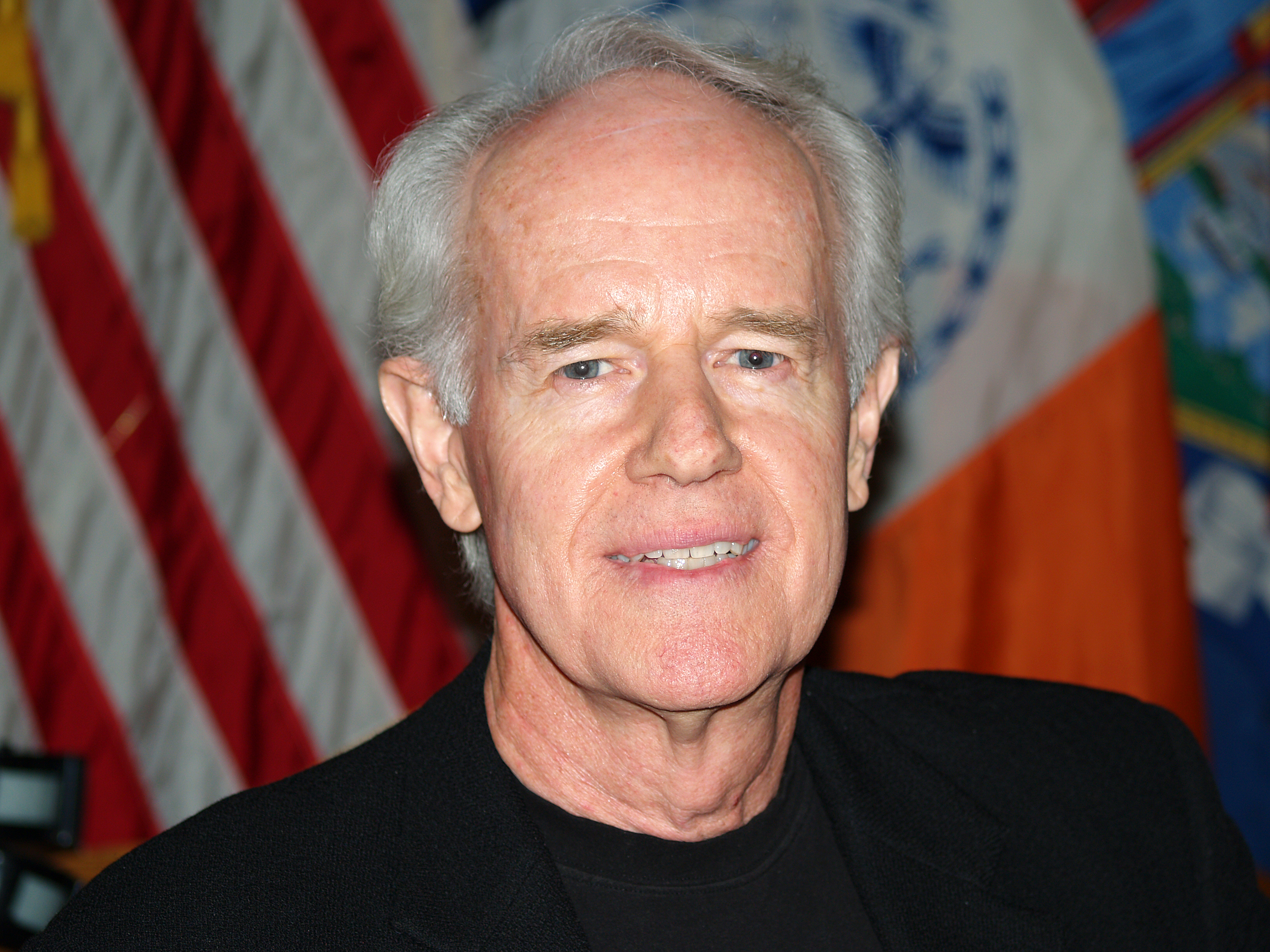
Mike Farrell (2007)

Michael Joseph „Mike“ Farrell (* 6. Februar 1939 in Saint Paul, Minnesota) ist ein US-amerikanischer Schauspieler und Produzent.

## Leben

### Familie
Als Mike Farrell zwei Jahre alt war, zog seine Familie nach Hollywood, wo sein Vater Joe Farrell als Schreiner in einem Filmstudio arbeitete. Bereits 1956 verstarb sein Vater. Farrell hat drei Geschwister. Nach dem Abschluss an der Hollywood High School war er in den 1950er Jahren für zwei Jahre bei den Marines.
1963 heiratete Farrell seine erste Frau Judy, die als Schauspielerin und Autorin arbeitet und die in acht Episoden der Fernsehserie M*A*S*H die Krankenschwester Able spielte.
Aus der Ehe gingen die beiden Kinder Michael Farrell (* 1970) und Erin Colleen Farrell (* 1973) hervor, die als Schauspieler und Kostümdesignerin ebenfalls beim Film arbeiten. Farrells Ehe wurde 1983 geschieden. Am 31. Dezember 1984 heiratete Farrell die Schauspielerin Shelley Fabares.
In seiner Freizeit ist er ein begeisterter Motorradfahrer.

### Film und Fernsehen

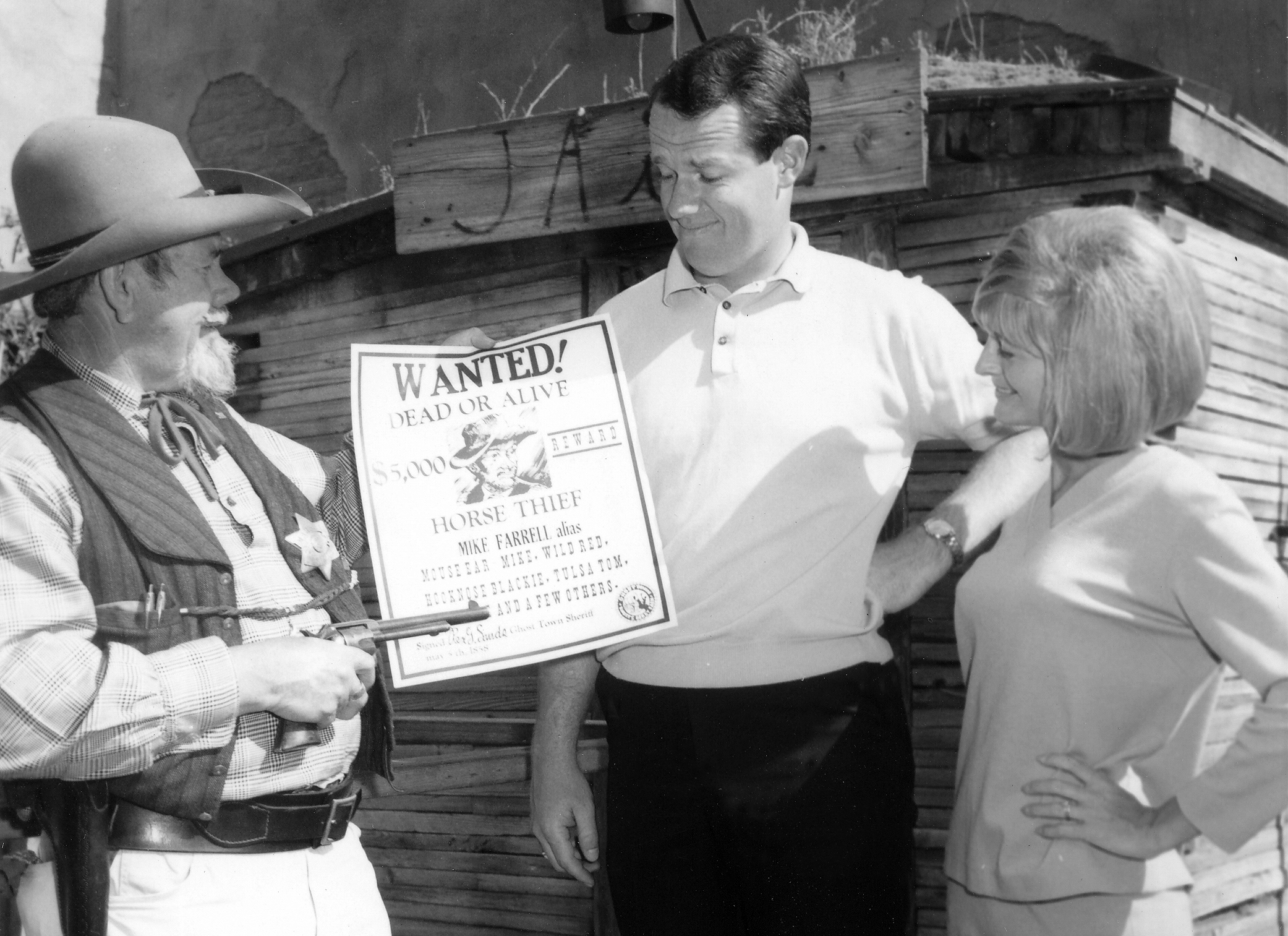
Mike und Judy Farrell auf Knott’s Berry Farm.

Durch die Arbeit seines Vaters kam er bereits in seiner Kindheit mit dem Film in Berührung. Daher entschloss er sich einige Jahre nach seiner Entlassung von den Marines und mehreren unterschiedlichen Jobs ebenfalls eine Karriere beim Film zu versuchen. Er nahm bei dem Schauspieler Jeff Corey Unterricht (wie u. a. auch Jack Nicholson, Leonard Nimoy, Barbra Streisand, Anthony Perkins, Robin Williams). Nach kleineren Rollen in Filmen (1967 in Die Reifeprüfung) und Fernsehserien  erhielt er von 1968 bis 1970 eine Rolle in der Seifenoper Zeit der Sehnsucht. Größere Rollen spielte er 1970/1971 in The Interns (als Arzt) und 1971/1972 in The Man and the City.
Seine bekannteste Rolle, den Captain B. J. Hunnicut in der Anti-Kriegs-Satire M*A*S*H, stellte er von 1975 bis 1983 dar. Für seine Darstellung in der Serie war er für einen Emmy nominiert. Er schrieb darüber hinaus zu fünf Episoden die Drehbücher und führte bei drei Episoden Regie.
Auch später trat er vorwiegend in Fernsehproduktionen auf. Von 1999 bis 2002 spielte er in der Fernsehserie Providence den Veterinär und Vater der Hauptfigur, Dr. James Hansen. 2007 hatte er eine kleine Gastrolle in der Fernsehserie Desperate Housewives als Vater des neuen Ehemannes von Gabrielle Solis (Eva Longoria Parker).
Zusammen mit Marvin Minoff gründete er die Farrell/Minoff Productions, deren bekannteste Produktion der Film Patch Adams mit Robin Williams in der Hauptrolle ist.

### Gesellschaftliches Engagement

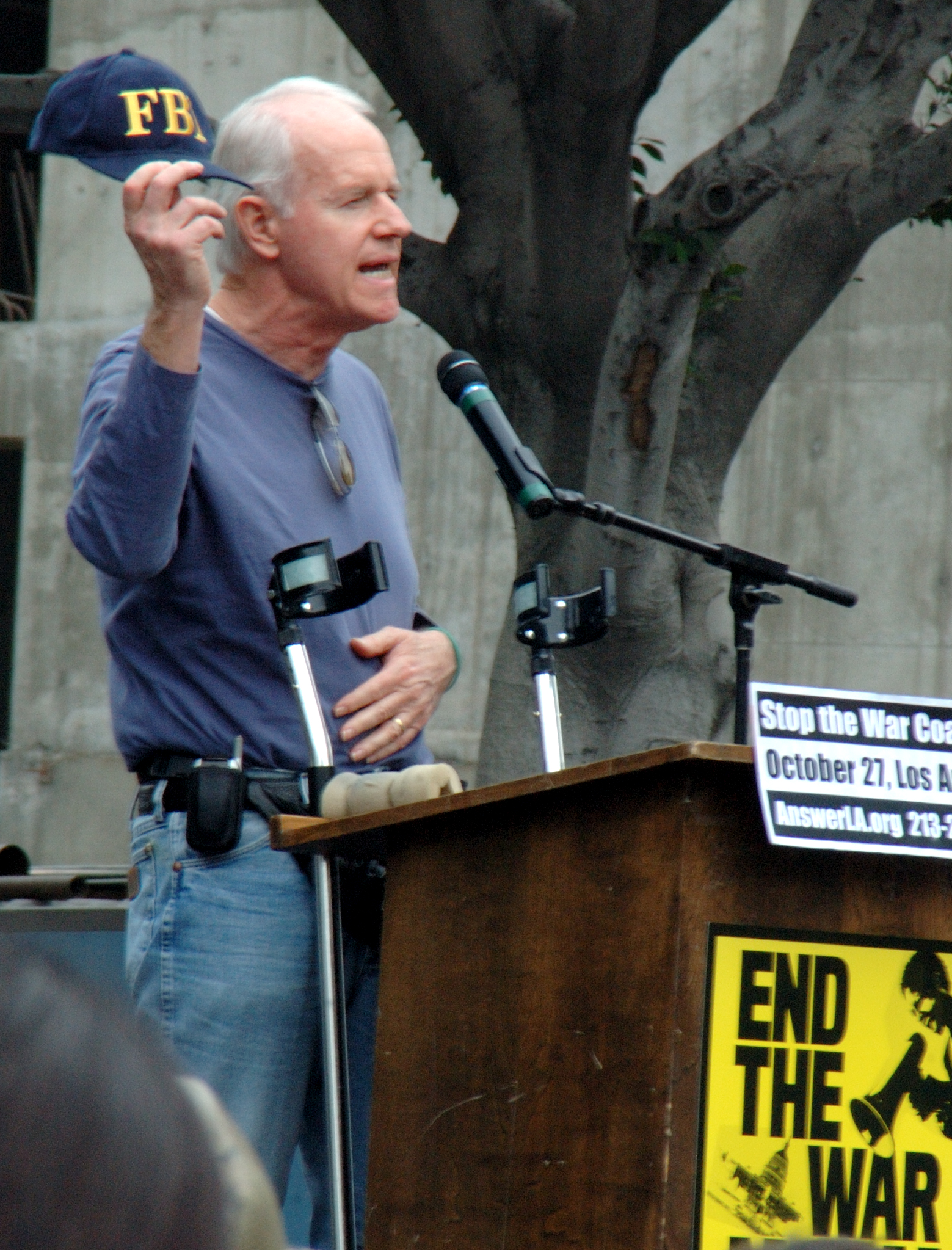
Farrell auf einer Anti-Kriegs-Demonstration 2007

Da er nach eigenem Bekunden zeit seines Lebens ein Gegner der Todesstrafe ist, setzt Farrell sich auch für deren Abschaffung ein. Er ist Präsident der 1988 gegründeten Organisation Death Penalty Focus und Mitglied der National Coalition to Abolish the Death Penalty (in Deutschland Initiative gegen die Todesstrafe / German Coalition to Abolish the Death Penalty). Seine Popularität als Schauspieler nutzt er für Veröffentlichungen und Vorträge zum Thema Todesstrafe.
Seit 1979 ist er Sprecher der Organisation Concern America, die sich für Entwicklungshilfe und für den Schutz von Flüchtlingen einsetzt. Nach einem Besuch 1990 in Somalia und Bosnien wurde er Sonderbotschafter der UN-Flüchtlingsorganisation für diese Länder. Zwischen 1994 und 2004 war er Vizevorsitzender von Human Rights Watch in California.
1983 bezahlte Mike Farrell die Kaution für Sea Shepherd Gründer Paul Watson, nachdem dieser wegen Behinderung der kanadischen Robbenjagd verhaftet wurde.
2001 erhielt Farrell PETA’s Humanitarian Award. Außerdem machte er bei einer PETA Kampagne gegen Grausamkeit an Tieren mit.
Im Jahr 2002 war er Mitbegründer der Gruppe Artists United to Win Without War, die versuchte, einen erneuten Golfkrieg zu verhindern. Er initiierte einen Brief an Präsident Bush, der von über 100 bekannten Persönlichkeiten unterzeichnet wurde.
Außerdem setzt sich Farrell für Umweltschutz, Vegetarismus, die Rechte von Kindern, die Rechte von Tieren und gegen Diskriminierung ein. Seine Tochter Erin arbeitet in Los Angeles für den Bürgerrechtler Jesse Jackson.

### Autor
Farrell schrieb seine Autobiografie unter dem Titel Just Call Me Mike; für die 2008 erschienene Auflage verfasste Charlie Sheen das Vorwort. Zur Promotion des Buches tourte Farrell auf Lesereise mit seinem Toyota Prius, den er Mule (Maultier) nennt, quer durch die USA und veröffentlichte seine Erlebnisse in dem Buch Of Mule and Men (2009). Der Titel lehnt sich an den Roman von John Steinbeck Of Mice and Men (Von Mäusen und Menschen) an.

## Auszeichnungen (Auswahl)
- 1976: The Christopher Award, Gay Rights
- 1991: Abolitionist Award, Death Penalty Focus
- 1992: Earl Warren Civil Liberties Awards, American Civil Liberties Union of Northern California
- 1996: Humanitarian Award, Mary Magdalene Project
- 2002: Gleitsman Foundation Citizen Activist Award, Gleitsman Foundation
- 2004: Donald Wright Award, California Attorneys for Criminal Justice

## Filmografie (Auswahl)

### Darstellung
- 1967: Die Reifeprüfung (The Graduate)
- 1968: Bewegliche Ziele (Targets)
- 1968: Zeit der Sehnsucht (Days of Our Lives, Fernsehserie, 1 Folge)
- 1972: Hydra verschollen in Galaxis 4 (The Doomsday Machine)
- 1972: The Bold Ones: The New Doctors (Fernsehserie, Folge Discovery at Fourteen)
- 1974: Der Sechs-Millionen-Dollar-Mann (Fernsehserie, Staffel 2, Episode 2)
- 1974: Ein Computer wird gejagt, auch Ein Android wird gejagt (The Questor Tapes)
- 1975–1983: M*A*S*H (Fernsehserie, 179 Folgen)
- 1982: Die falsche Spur (Prime Suspect)
- 1986: Kopflos – Die Frau aus dem Nichts (Vanishing Act)
- 1990: Mord ist ihr Hobby (Murder, She Wrote, Fernsehserie, Folge Der Familienschmuck)
- 1991: Silent Motive – Mord in Hollywood (Silent Motive)
- 1991: Matlock – Im Namen des Volkes – Die Korruptionsaffäre (Teil 1) (The Trial: Part 1)
- 1996: Ehe aus Berechnung – Bis daß Dein Tod uns scheidet (Vows of Deception)
- 1997: Out of Control – Gefährliche Begierde (Sins of the Mind)
- 1999–2002: Providence (Fernsehserie, 96 Folgen)
- 2007–2008: Desperate Housewives (Fernsehserie, 3 Folgen)
- 2008: Law & Order: Special Victims Unit (Fernsehserie, Staffel 10, Folge 8,  Folge: "Unbekannt")
- 2009: Ghost Whisperer – Stimmen aus dem Jenseits (Ghost Whisperer, Fernsehserie, Folge Die Herzoperation)
- 2010: Miami Medical (Fernsehserie, 1 Folge)
- 2012: Supernatural (Fernsehserie, Folge Verzerrte Gegenwart)
- 2014–2015: The Red Road
- 2018: American Crime Story (Fernsehserie)
- 2018: Navy CIS (Fernsehserie Staffel 16, Folgen 21+22)

### Produktion
- 1988: Dominick & Eugene (Dominick and Eugene)
- 1998: Patch Adams

## Bücher
- Mike Farrell: Just Call Me Mike. A Journey to Actor and Activist. Akashic Books, New York NY 2008, ISBN 978-1-933354-48-4.
- Mike Farrell: Of Mule and Men. Akashic Books, New York NY 2009, ISBN 978-1-933354-75-0.